# Gastronomia mediterrània

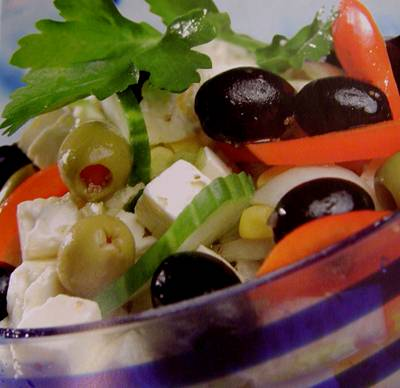
Amanida típica grega

Per gastronomia mediterrànea s'entén el conjunt de plats típics i métodes de preparació que trobem a la Conca del Mediterrani, sobre tot al sud d'Europa.
La cuina d'aquesta regió va començar considerar-se com una totalitat a partir de la publicació del llibre A Book of Mediterranean Food (1950), de l'escriptora britànica Elizabeth David.
Mohamed Yassine Essid assegura que els tres elements centrals de la gastronomia mediterrània són l'oliva, el blat i el raïm, ja que s'utilitzen, respectivament, en la preparació de l'oli d'oliva, el pa, la pasta i el vi. L'àrea geogràfica de la cuina mediterrània pot delimitar-se d'acord amb l'extensió de l'olivera.
La regió comprèn una àmplia varietat de cultures amb gastronomies diferents: la magribina, l'egípcia, la jordana, l'otomana, la grega, la italiana, la provençal (francesa), i l'espanyola. Però, les connexions històriques i la importància del Mar Mediterrani en el clima i l'economia de la regió expliquen perquè aquestes cuines comparteixen plats que fins i tot excedeixen a l'oli, al pa i al vi en la seva preparació, com guisats de carn amb verdura i tomàquet (els andrajos espanyols i la ciambotta italiana) i la botarga, que és un peix curat amb sal i que es abundant en tota la regió.
La gastronomia mediterrània no s'ha de confondre amb la dieta mediterrània, popularitzada pels aparents beneficis d'una dieta on predomina l'oli d'oliva, blat i altres grans, fruites, verdures, i una certa quantitat de mariscos, perè baixa en carn i productes làctics. La gastronomia mediterrània engloba les formes en que aquests i altres ingredients, inclosa la carn, es tracten a la cuina, ja siguin saludables o no.

## Ingredients

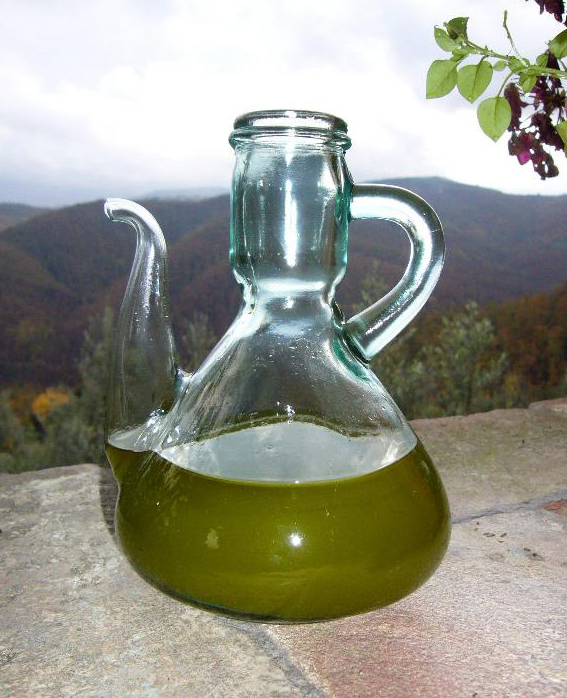
Setrill amb oli d'oliva

### Oli d'oliva
L'olivera prové de la regió de Pèrsia i la Mesopotàmia, cultivada per primera vegada fa 6000 anys. Es va estendre des d'allí a les àrees properes, i s'ha cultivat des de l'edat de bronze (fins al 3.150 a. C.) al sud de Turquia, el Llevant i Creta. Actualment, els deu païos amb els majors cultius (en 2011) estan a prop de la Mediterrània (Portugal és el desè més gran): junts, produeixen el 95% de les olives del món.
L'oliver ofereix oli d'oliva i fruits amargs, que es fan comestibles per curat i fermentació. Al voltant del 90% dels fruits (1996) es destinen a la producció d'oli, que es consumeix sobtre tot a la regió mediterrània: en 2014, el país a on es va registrar el major consum va ser a Grècia, amb 17 litres per persona; seguidament d'Itàlia, amb 12 litres; i Espanya, amb 3. Als Estats Units, en comparació, el consum va ser de 1 litre per persona.
Un dels trets més característics d'aquesta cuina és la importància de l'oli d'oliva, que s'empra per fregir i també per amanir plats, així com per a la conservació d'aliments. El gran ús d'aquest producte es palesa en el fet que la regió mediterrània és la major productora i consumidora d'oli d'oliva del món.

### Verdures

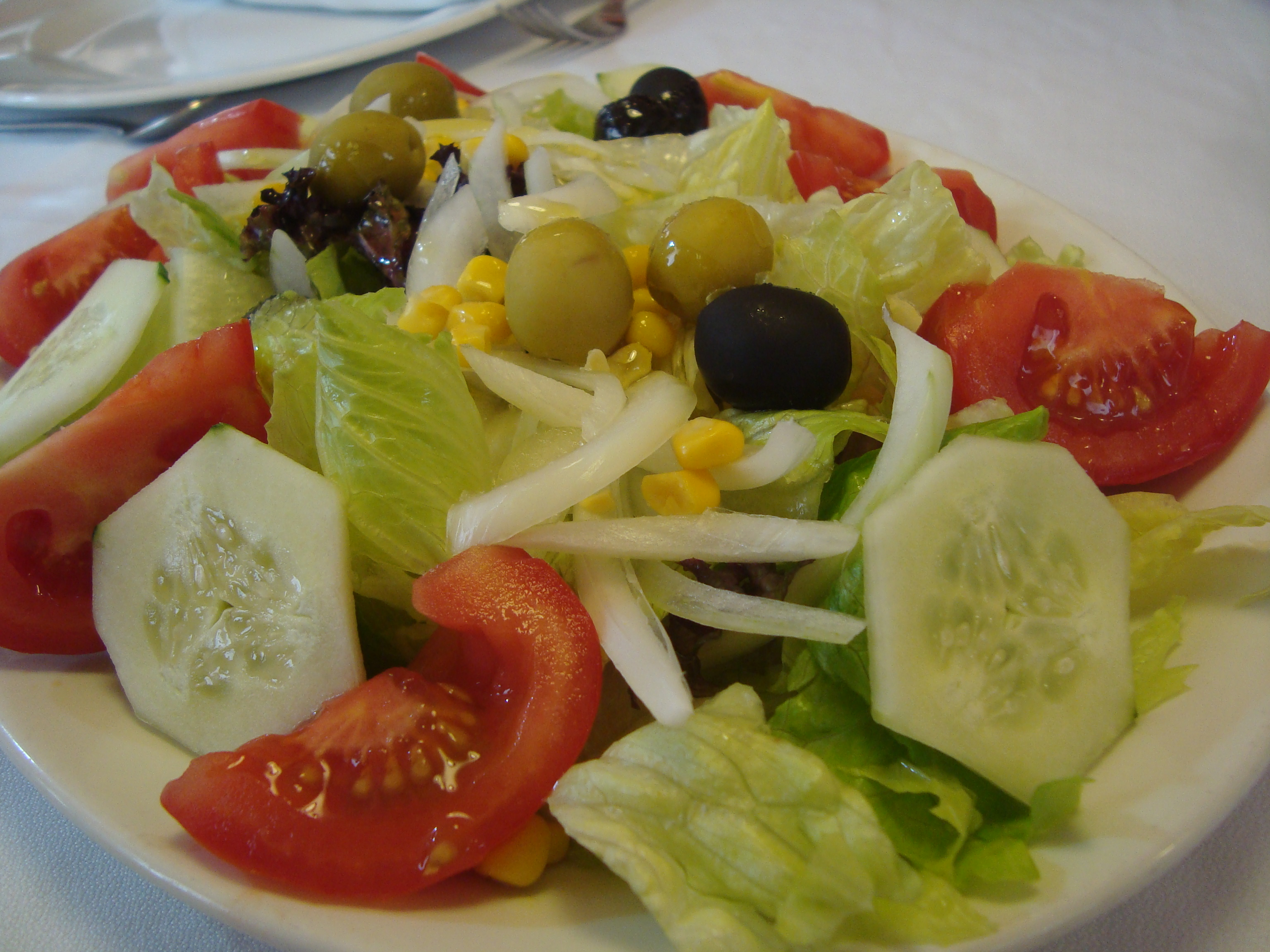
Amanida típica

Un dels elements més utilitzats a la gastronomia mediterrània és la verdura, juntament amb l'arròs, protagonista de les paelles i risottos. Hi ha un ús intensiu dels llegums, que apareixen fins i tot a les amanides, però no s'utilitzen en potatges.
Si parlem de les verdures es pot dir que hi ha molta varietat de plats que solen ser principals en les menjades: sopa de verdures com el gaspatxo, vichyssoise, etc., són exemples clars d'aquest ús intensiu.

### Peix i mariscs

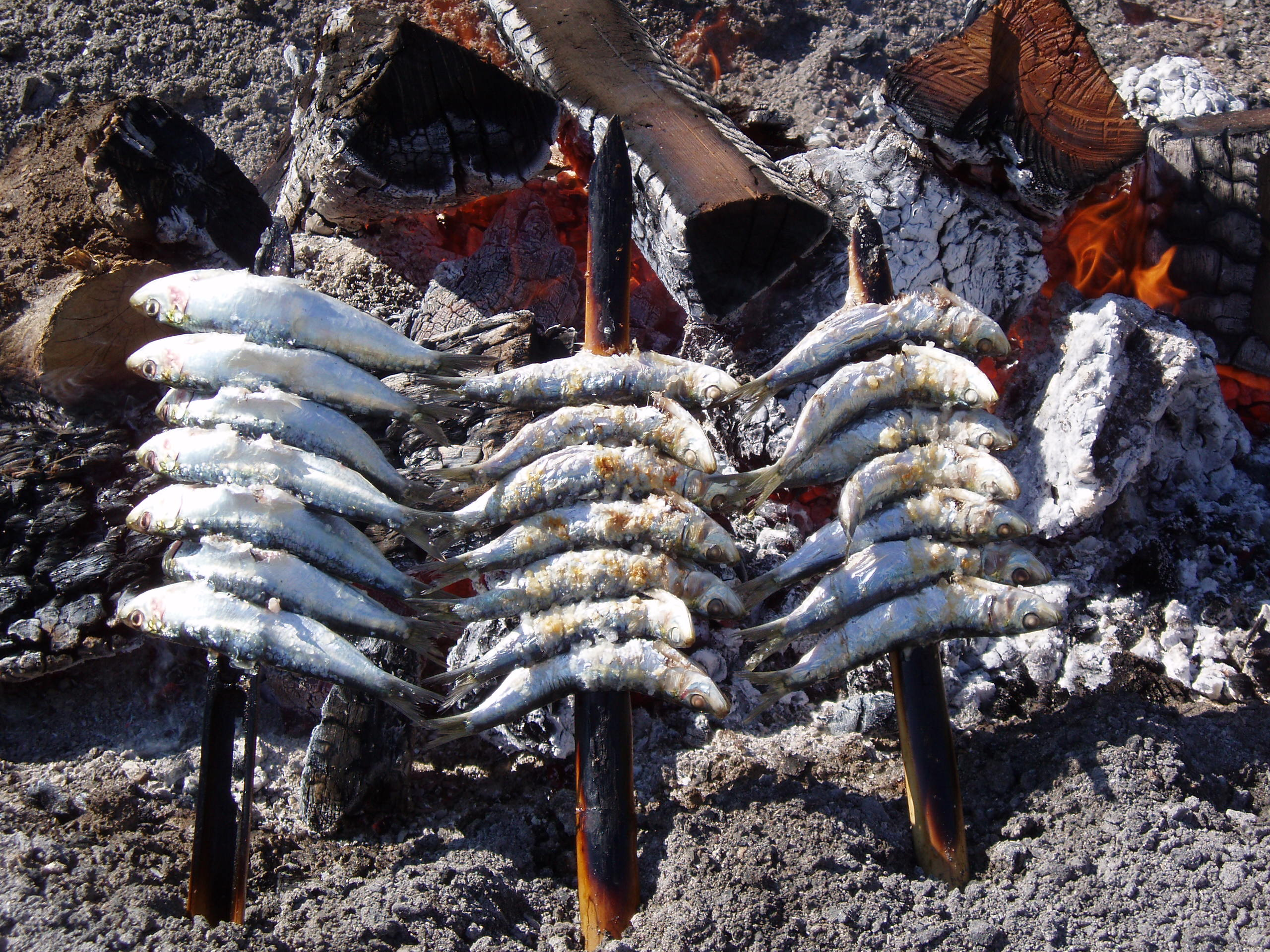
Sardines a Torre del Mar.

Estar a la vora del mar fa que el consum de peixos i mariscs sigui ampli i que sovint el mateix tipus de peix es consumeixi en diversos països de la Mediterrània. Apareixen formes comunes de cuinar el peix, com per exemple a la brasa.

### Llegums
L'arròs és protagonista de plats típics com la paella i el risotto. També s'utilitza per farcir verdures, sobretot a Egipte. Altres llegums com els cigrons, llentilles, faves i seques s'utilitzen preferentment en guisats o també en amanida com l'empedrat.

### Les fruites
Existeix una gran varietat de fruites segons l'època de l'any. El clima propicia especialment els arbres de fruites cítriques com les llimones i taronges.

### Les carns i aus
Abunda l' ús de carn de corder i de porc, en el cas del primer, cuinat i el segon en embotits com el salami o el pernil. La carn de vedella és poc habitual. S'utilitza poca carn de caça major i més carn de caça menor: conill, llebre, perdiu, etc. Si parlem de carn d'aus, es solen preparar millor que les que són de corral.
Originalment l'ús de carn era més aviat moderat. Era costum utilitzar carns i aus amb més mesura i en menors proporcions, però les influències del nord d'Europa varen fer augmentar l'ús de la carn.

### Espècies i condiments
És molt freqüent veure espècies en els plats mediterranis, sobretot a la cuina italiana i a la marroquina, es poden veure molts plats en els quals s'utilitza el romaní, la farigola, l'orenga, el pesto el pebre i la menta. A molta gent també li agrada el vinagre i l'utilitzen per amaniment a l'amanida i també condimenta alguns plats de peix i alguns productes en escabetx.

### Farina
La farina té molts usos en la gastronomia mediterrània : podria dir-se que un d'ells és el pa (aliment) que en la majoria dels països sol ser blanc. Però l'altre ús que té la farina és per a la pasta que fa la famosa cuina itàliana i que té punts en comú amb altres països mediterranis.

## Beneficis de la dieta mediterrània
Les virtuts de la cuina de la Mediterrània per a la salut humana han estat constatades científicament pels beneficis dels aliments que la componen, en especial l'oli d'oliva, el vi negre (en quantitats moderades) i els llegums, així com una certa importància del peix sobre la carn.
Els beneficis són molt destacables per evitar les malalties cardiovasculars, així com el càncer i altres patologies. Les causes semblen estar en el major consum de peix, especialment peix blau, ric en àcids grassos omega 3; en l'alt consum d'oli d'oliva (que redueix el nivell de colesterol en la sang) en lloc de greixos animals, i finalment en el consum de vi, que té efectes beneficiosos, especialment el vi negre pels seus antioxidants, encara que per la toxicitat de l'alcohol, ha de prendre's en quantitats moderades, (un o dos gots per àpat).